# Cheilosia nebulosa
Cheilosia nebulosa là một loài ruồi trong họ Ruồi giả ong (Syrphidae). Loài này được Verrall mô tả khoa học đầu tiên năm 1871. Cheilosia nebulosa phân bố ở vùng Cổ Bắc giới